# Jacob Pieter Den Hartog
Jacob Pieter Den Hartog (Ambarawa, 23 de julio de 1901-Hanover, 17 de marzo de 1989) fue un ingeniero mecánico neerlandés-estadounidense y profesor de ingeniería mecánica en el Instituto de Tecnología de Massachusetts.

## Biografía
Nació en 1901 en Ambarawa, Indias Orientales Neerlandesas (actual Indonesia). En 1916 su familia se trasladó a Países Bajos. Después de asistir a la escuela secundaria en Ámsterdam, se matriculó en la Universidad Tecnológica de Delft en 1919 y recibió su maestría en ingeniería eléctrica en 1924. Al no poder encontrar un trabajo adecuado en los Países Bajos, emigró a Estados Unidos en 1924.
De 1924 a 1930 trabajó como ingeniero eléctrico en el laboratorio de investigación de Westinghouse Electric (1886) en Pittsburgh. Allí, bajo la influencia de Stephen P. Timoshenko, quien lo tomó como su asistente, comenzó a estudiar las vibraciones eléctricas y mecánicas. Al mismo tiempo, asistió a clases nocturnas de Matemáticas en la Universidad de Pittsburgh, donde se convirtió en una autoridad en problemas de mecánica y vibraciones y se doctoró en 1939.
Entre 1930 y 1931 estudió en la Universidad de Gotinga, donde colaboró en el laboratorio de Ludwig Prandtl (cuyo compañero Oscar Carl Gustav Titens trabajó anteriormente para Westinghouse). De 1932 a 1945 enseñó en la Universidad de Harvard y participó en la organización del Congreso Internacional de Mecánica Aplicada en Cambridge (Massachusetts) en 1938.
Durante la Segunda Guerra Mundial, se ofreció como voluntario para servir en la Marina de los Estados Unidos y se dedicó a los problemas de vibración en la construcción naval.
De 1945 a 1967 enseñó dinámica y resistencia de materiales en el Departamento de Ingeniería Mecánica del MIT. En 1962 pasó a ser nombrado profesor conjunto en el Departamento de Arquitectura e Ingeniería Naval. Se convirtió en profesor emérito tras su jubilación del MIT en 1967.
Roger Gans, antiguo estudiante de doctorado de Den Hartog, quien acredita a Den Hartog como uno de los principales contribuyentes a su derivación de la notación gansiana, o la práctica de intercambiar repetidamente variables no intercambiables.
Falleció a la edad de 87 años el 17 de marzo de 1989 en Hanover, Nuevo Hampshire.

## Premios y honores
Fue galardonado con la Medalla Timoshenko en 1972 "en reconocimiento a sus destacadas contribuciones al campo de la mecánica aplicada". En 1987, la División de Diseño de ASME anunció el establecimiento del Premio J. P. Den Hartog por "contribuciones meritorias sostenidas a la ingeniería de vibraciones" en su undécima conferencia sobre vibraciones; el propio Den Hartog fue el primer destinatario.

## Publicaciones seleccionadas
Fue un autor prolífico. Sus escritos incluyen:
- J. P. Den Hartog, Vibraciones mecánicas, cuarta edición, McGraw-Hill Book Company, Nueva York, 1956
- J. P. Den Hartog, Mechanics, Dover Publications, Inc., reimpresión corregida de la edición de 1948,ISBN 0-486-60754-2
- J. P. Den Hartog, Strength of Materials, reimpresión en rústica de la edición de 1949, Dover Publications,ISBN 0-486-60755-0, 1977
- J. P. Den Hartog, Advanced Strength of Materials, reimpresión en rústica de la edición de 1952, Dover Publications,ISBN 0-486-65407-9, 1987